# Готти, Винченцо Людовико
Винченцо Людовико Готти (итал. Vincenzo Ludovico Gotti; 5 сентября 1664, Болонья, Папская область — 18 сентября 1742, Рим, Папская область) — итальянский куриальный кардинал, доминиканец. Латинский титулярный патриарх Иерусалима с 23 апреля по 16 мая 1728. Камерленго Священной Коллегии кардиналов с 17 января 1735 по 27 февраля 1736. Кардинал-священник с 30 апреля 1728, с титулом церкви Сан-Панкрацио-фуори-ле-Мура с 14 июня 1728 по 26 сентября 1738. Кардинал-священник с титулом церкви Сан-Систо с 20 сентября 1728 по 26 сентября 1738.